# Байройтер Штрассе (Бенрат)
Байройтер Штрассе (нем. Bayreuther Straße) — улица в Дюссельдорфе (административный район Бенрат). Имеет важное транспортное значение.

## Общие сведения
Улица Байройтер Штрассе протягивается с юго-востока на северо-запад от стыковки с улицами Цецилиенштрассе (Cäcilienstraße)/Форстштрассе (Forststraße) до стыковки с улицами Нюрнбергер Штрассе (Nürnberger Straße)/Бамбергер Штрассе (Bamberger Straße). В этом же направлении идёт нумерация домов: по правую (нечётную) сторону № 24-36 и по левую (чётную) сторону № 31.
Улица условно жилая. Это означает, что она мало приспособлена для жилья. Важное значение улицы, как выхода на скоростные автомагистрали сделало её чрезвычайно транспортно-напряжённой. С другой стороны, исторически сложилось так, что здесь размещается несколько торговых и производственных предприятий. И в этих условиях совершенно инородными смотрятся несколько жилых домов, затесавшихся в транспортно-промышленную зону улицы.

## История
В связи с массовым заселение Бенрата выходцами из южных исторических земель Германии (Баварии и Баден-Вюртемберга), строительством новых улиц в этом районе Бенрата, 21 августа 1931 года возникла улица Байройтер Штрассе. При переименованиях в 1934 году сохранила своё название. Названа в честь города Байройт в Баварии, административного центра (Верхней Франконии). В этом городе ежегодно проходит музыкальный фестиваль композитора Вагнера.

## Архитектураи озеленение

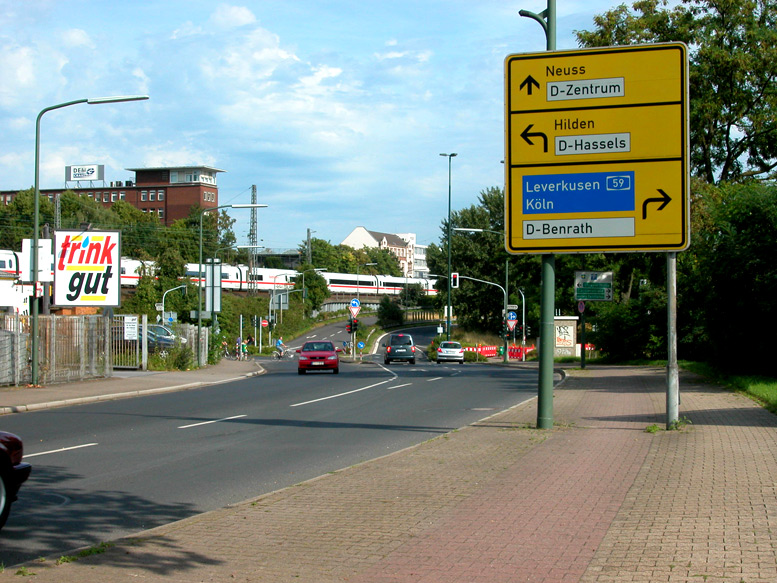
Здесь улица начинается

Зданий, представляющих архитектурную или историческую ценность на улице нет. Жилые дома как правило двухэтажные, рассчитанные на 1-2 семьи среднего достатка.
Улица имеет регулярное административное районное озеленение.

## Местные достопримечательности
- Охраняемая законом платановая аллея. Её официальный код - AL-D-0102. Деревья представлены видом платан кленолистный. Год посадки - 1959. Подсадки и замена насаждений проводились в 1976-2000 годах. Деревья высокие, закрывающие своими кронами проезжую часть улицы. Протяжённость аллеи - 165 метров. Толщина стволов платанов - до 80 см.
- Центр праздничных мероприятий (Eventcenter-Benrath) (банкетов, свадеб и пр.)
- Центр Братства защитников (бенратской католической) церкви святой Кикилии (Schützenbruderschaft St. Cäcilia Benrath e.V.).
- Ежесубботняя бенратская барахолка[2] (блошиный рынок).